# 空間識失調

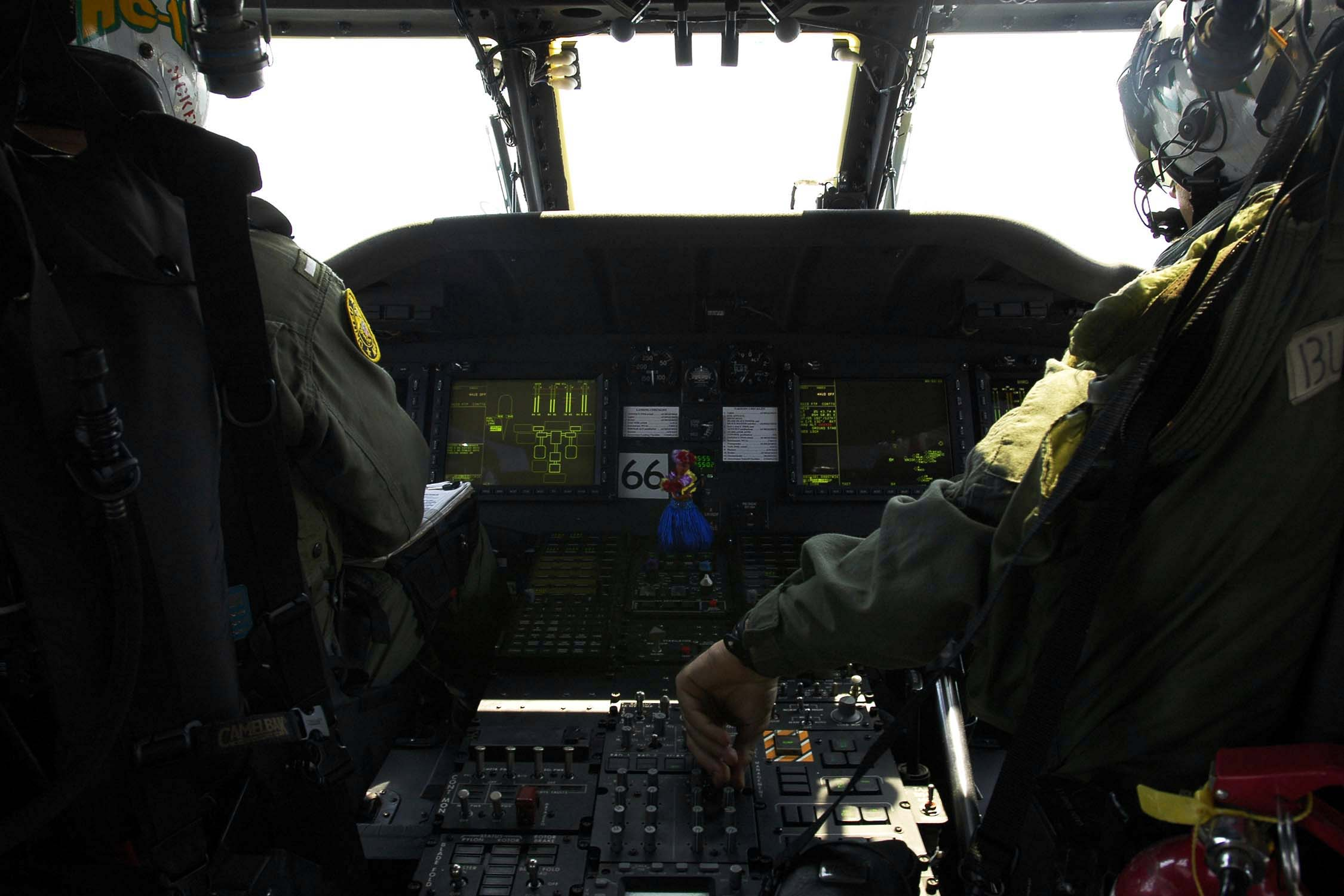
インドネシア上空でIMCコンディションのなか計器飛行中のMH-60Sヘリコプター

空間識失調（くうかんしきしっちょう、英: Spatial disorientation、独: Vertigo）とは、平衡感覚を喪失した状態。バーティゴともいう。

## 疾病
- 平常時における平衡感覚を喪失した失調状態において起こる、めまいなど。
- 耳鼻咽喉科学も参照。

## 航空操縦
主に航空機のパイロットなどが飛行中、一時的に平衡感覚を失う状態のことをいう。健康体であるかどうかにかかわりなく発生し、高機動状態下で三半規管からの知覚と体感する平衡感覚のズレから機体の姿勢（傾き）や進行方向（昇降）の状態を把握できなくなる、つまり自身に対して地面が上なのか下なのか、機体が上昇しているのか下降しているのかわからなくなる、非常に危険な状態。しばしば航空事故の原因にもなる。
夜間など、地平線（水平線）が見えない視界不良の状況での飛行において特に陥りやすく、また視界が広くとも雲の形や風などの気象条件、地上物の状態などの視覚的な原因、機体の姿勢やG（重力加速度）の変化などの感覚的な原因によって陥ることがある。
視覚と体感の差によって引き起こされると思われがちであるが、それに限らない。極端な例として、背面飛行をした状態で、1Gで緩上昇の操作を行うとする。つまり、背面飛行をしたまま、1Gで緩やかに地面に向かって降下すれば、機内では、床に向かってGがかかるため、体感上は通常の緩上昇と全く変わりない感覚でしかない。

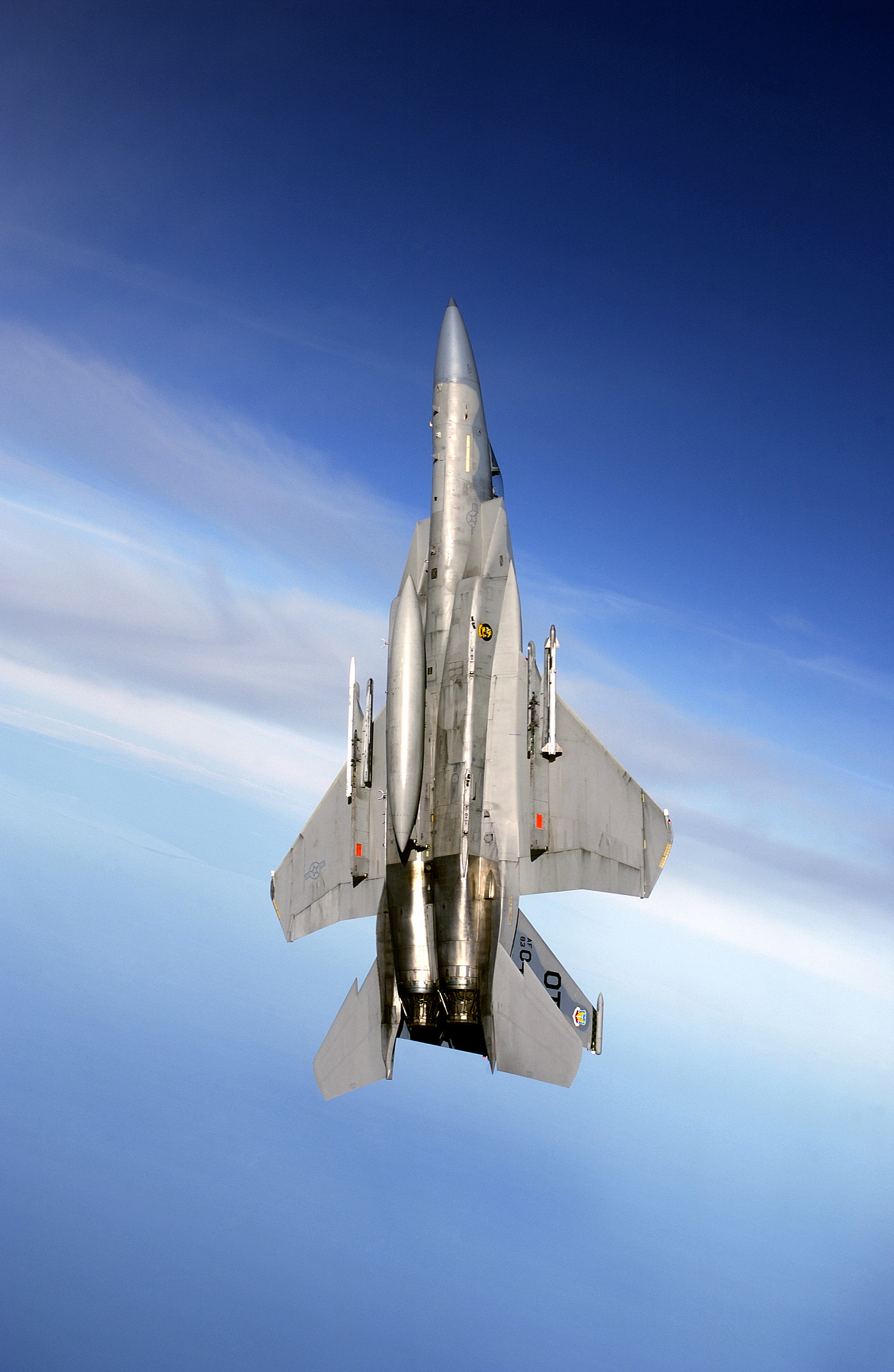
高機動の結果、海と空の区別がつかなくなることも

ジェット戦闘機では旅客機をはるかに超える運動能力のために、真昼でも海と空の区別がつかなくなることもある。
ベテランのパイロットといえども程度の差こそあれ必ず陥る症状でもある。空間識失調に陥った場合は、自身の感覚よりも航空計器の表示を信じて操縦することが最善とされる。ゆえに計器の誤差や故障は死活問題となる。近年ではAI(人工知能)による機体制御機能の導入も検討されている。

### 平衡感覚が錯誤するメカニズムの一例
人間は内耳にある三半規管の働きと、地（水）平線を目で見る視覚情報などを組み合わせて平衡感覚を保っている。三半規管は半円状の管内にリンパ液が入っており、身体（頭部）が傾くとリンパ液が管内を流れる。（第三者の視点で見れば、リンパ液は同じ位置に留まり管が動いている）リンパ液の流れを三半規管内の有毛細胞が感知すると「身体が傾いた」という情報を脳へ送る。
直進飛行中の航空機が極めて緩やかに傾いたり旋回し始めた場合、微量のリンパ液がゆっくりと流れる。ある程度、傾きが大きくなった時点でパイロットが気づき、急激に機体を水平状態に戻すと多量のリンパ液がそれまでとは逆方向に一気に流れ、水平状態でありながら「反対側に傾いている」という情報を脳に送る。この時、地（水）平線など外の景色を目で見ていれば、ほとんどの場合、間違った情報は補正されて、身体の感覚は正しい状態を維持できる。ところが、雲中や濃霧などで視覚情報が無いと補正されないので、身体の感覚と実際の姿勢は乖離したままになってしまう。

### パイロットが注意すべき点
空間識失調に陥ったパイロットの心理には「自分の身体の感覚と計器が表示している姿勢はどちらが正しいのか」という葛藤が生じる。パイロットは教育課程の学科講習で「空間識失調時は計器を信じなさい」と教わっている。
安全な室内では、心身ともに平静な状態であり、容易に理解、納得できる。しかし、現実の飛行・操縦時は緊張と疲労が伴い、高度によっては地上より酸素が薄い場合もあるため、思考力や判断力は低下し、パイロットが本来持っている知識や技術、判断力を100%発揮することは困難である。これを指して、パイロットの6割頭という言葉がある。特に飛行経験の浅いパイロットはトラブル発生時、墜落に対する恐怖心、精神的動揺が操縦・判断ミスの一因になる場合もある。
実際に空間識失調になると「計器が間違っている、故障している。自分の感覚が正しいはずだ」と考えがちになる。飛行中の航空機はバンク角（機体の傾き）が大きく、さらに固定翼機（飛行機）では飛行速度が遅いほど、失速、スピンのリスクが増大する。また、視程の低下（視界不良）時は急激な機体操作のほかに「急に頭を傾けたり振ったりしてはいけない」とも言われている。
近年ではオートパイロットを利用し、パイロットが空間識失調に陥った時にパニックボタンを押すと自動的に姿勢回復モード（水平やや上昇姿勢）になる機能が実現されている。特に戦闘機では空間識失調に陥りやすいため、ユーロファイター タイフーンやF-2など第4.5世代機以降には多く搭載されている。民間機においては、シーラス社のSRシリーズには水平飛行へ移行する「ブルーレベルボタン」が標準装備されている。だがこれも、パイロット自身が「自分が空間識失調に陥っている」とはっきり認識することができなければ使用されず意味を成さないので、空間識失調による事故の完全回避策にはなっていない。パイロットは、たとえ低高度の警告音などを聞いたとしても、自分が空間識失調に陥っていると理解できない、あるいは理解するのに時間がかかるケースがあり、特に高速で飛行する戦闘機では姿勢回復が間に合わないことにつながってしまう。

## 空間識失調が原因となった航空事故
- 音楽が死んだ日（1959年2月3日）
- 中華航空006便急降下事故（1985年2月19日）
- USエアー1016便墜落事故（1994年7月2日）
- ジョン・F・ケネディJrの墜落死（1999年7月16日）
- ガルフ・エア072便墜落事故（2000年8月23日）
- フラッシュ航空604便墜落事故（2004年1月3日）
- ケニア航空507便墜落事故（2007年5月5日）
- インドネシア・エアアジア8501便墜落事故（2014年12月28日）
- 2020年カラバサスヘリコプター墜落事故 (2020年1月26日)
- 飛行教導群F-15墜落事故（2022年1月31日）

## 空間識失調が登場する作品
- ドキュメンタリー『メーデー!:航空機事故の真実と真相』シーズン4 第6回「太平洋上空でのパニック」
- ドキュメンタリー 同上 同上シーズン 第9回「方向感覚の喪失」 - 同番組ではこれらの他にも空間識失調が主原因、もしくは他の要因と混合して起こった航空事故を多数放送している。
- 映画『BEST GUY』 - 織田裕二主演。1986年に公開された映画『トップガン』の日本版を目指し製作された。主人公（F-15Jに搭乗）、主人公の兄及び主人公の上官（F-4EJに搭乗）が、それぞれ空間識失調により墜落している（このうち、主人公の兄のみ脱出に失敗）。
- コミックス『イーグルドライバー』第10話（単行本第2巻収録） - 清水としみつ作、出版は徳間書店、 1990年作品。航空自衛隊小松基地に配属し立ての新米F-15パイロットである主人公が、隊長機との空戦演習中に遭遇。とっさの判断で、機体を数秒間テールスライド体勢に保ち機体を空中停止、その隙に感覚回復に成功する。
  - イーグルドライバー - マンガ図書館Z